# Infrastruktura kolejowa

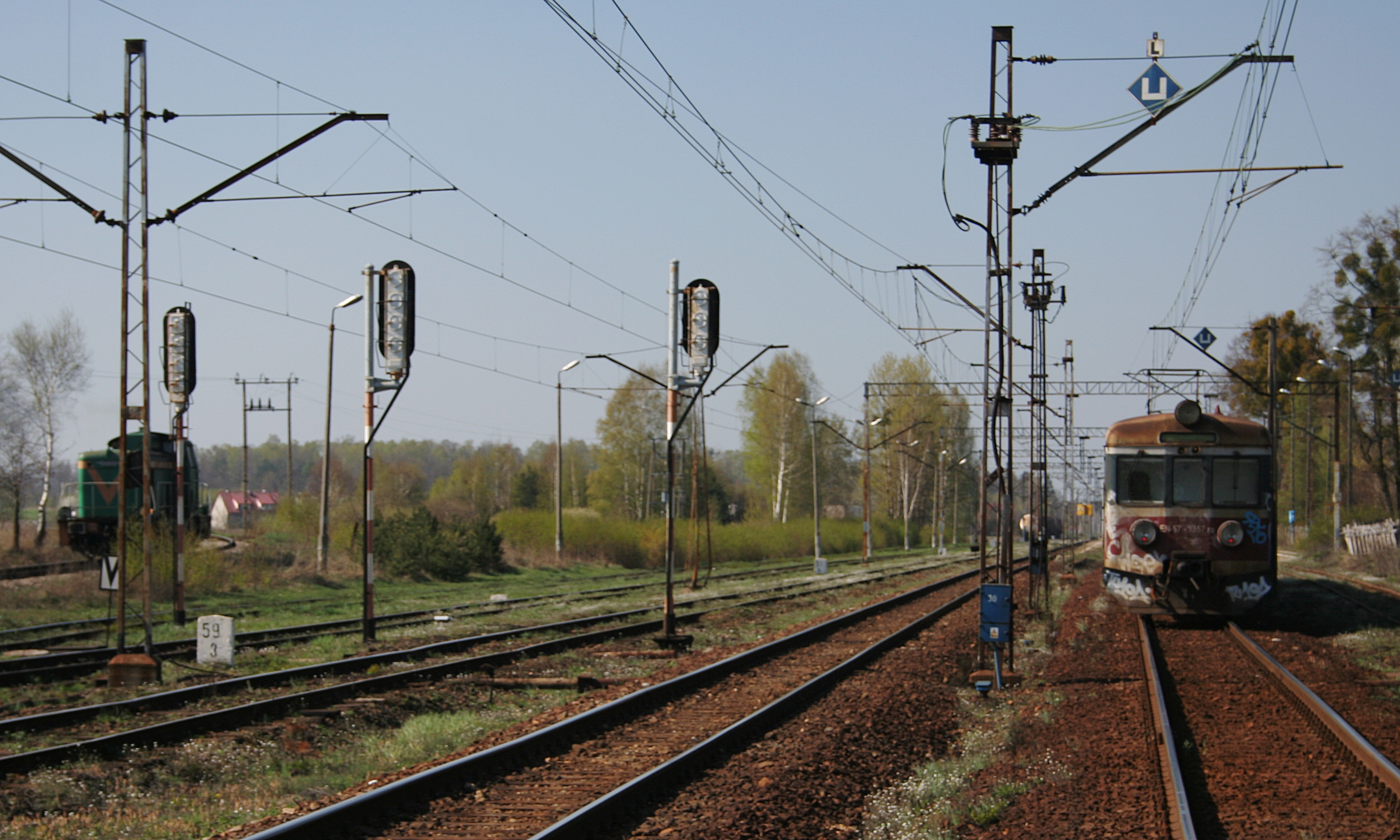
Fragment infrastruktury kolejowej stacji Boronów

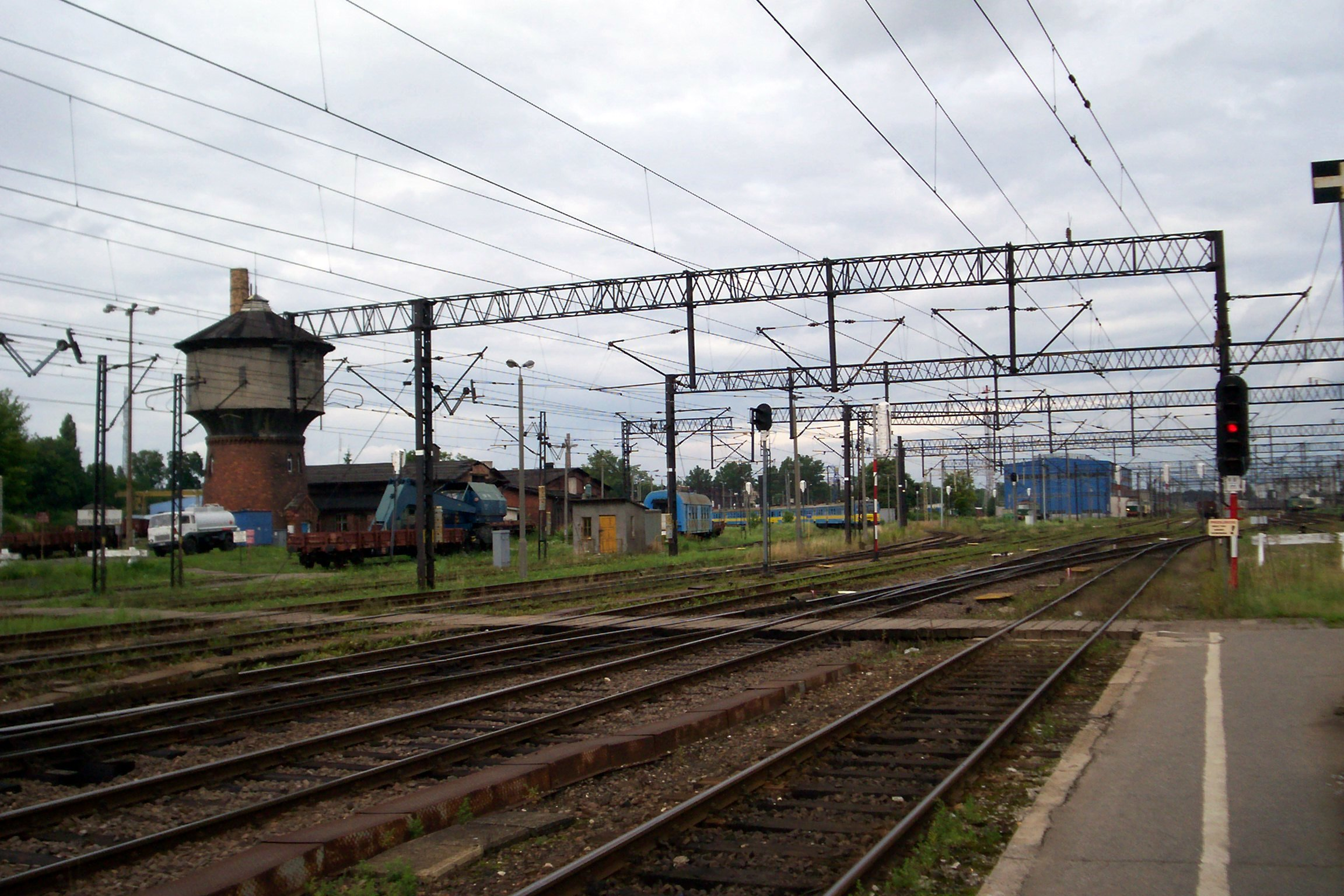
Infrastruktura kolejowa w okolicach dworca kolejowego Olsztyn Główny

Infrastruktura kolejowa – linie kolejowe oraz inne budowle, budynki i urządzenia wraz z zajętymi pod nie gruntami, usytuowane na obszarze kolejowym, przeznaczone do zarządzania, obsługi przewozu osób i rzeczy, a także utrzymania niezbędnego w tym celu majątku zarządcy infrastruktury.
Infrastruktura umożliwia prowadzenie przewozów przewoźnikom kolejowym i jest zarządzana przez zarządcę infrastruktury.
Według dyrektywy 2012/34/UE. w skład infrastruktury wchodzą następujące pozycje, pod warunkiem że tworzą część drogi kolejowej, łącznie z bocznicami, lecz z wyłączeniem linii znajdujących się na obszarze warsztatów naprawczych taboru kolejowego, wagonowni lub lokomotywowni, oraz z wyłączeniem prywatnych linii lub bocznic, odgałęziających się od torów stacyjnych i szlakowych:
- powierzchnia gruntów,
- tory i podtorze, w szczególności nasypy, przekopy, systemy kanałów i rowów odwadniających, rowy murowane, przepusty, ściany osłonowe, roślinność posadzona w celu ochrony skarp itd.; perony pasażerskie i rampy towarowe, w tym na stacjach pasażerskich i w terminalach towarowych; drogi technologiczne i przejścia wzdłuż torów; mury ogradzające, żywopłoty, ogrodzenia; pasy przeciwpożarowe; urządzenia do ogrzewania rozjazdów; skrzyżowania torów kolejowych itd.; osłony przeciwśniegowe,
- obiekty inżynieryjne: mosty, przepusty i inne konstrukcje mostowe, tunele, przejścia nad i pod torami; mury oporowe i umocnienia skarp itd.,
- przejazdy kolejowo-drogowe, w tym urządzenia służące zapewnieniu bezpieczeństwa ruchu drogowego,
- nawierzchnia kolejowa, w szczególności szyny, szyny żłobkowe, kierownice (odbojnice); podkłady kolejowe i przytwierdzenia, drobne elementy nawierzchni kolejowej, podsypka, w tym tłuczeń i piasek; zwrotnice, krzyżownice i inne elementy rozjazdów itd.; obrotnice i przesuwnice (z wyjątkiem zastrzeżonych wyłącznie dla lokomotyw),
- drogi dostępu dla pasażerów i towarów, w tym drogi dojazdowe i drogi dla pasażerów przybywających lub oddalających się pieszo,
- urządzenia zabezpieczające, sygnalizacyjne i łącznościowe na szlaku, w stacjach i stacjach rozrządowych, w tym urządzenia służące do wytwarzania, przetwarzania i dystrybucji prądu elektrycznego do celów sygnalizacji i łączności; budynki, w których takie urządzenia lub instalacje się znajdują; hamulce torowe,
- systemy oświetleniowe do celów ruchu kolejowego i bezpieczeństwa,
- urządzenia przetwarzania i rozdziału energii elektrycznej na potrzeby zasilania trakcyjnego: podstacje, kable zasilające między podstacjami i przewodami jezdnymi, zawieszenia łańcuchowe sieci trakcyjnej; trzecia szyna z konstrukcjami wsporczymi,
- budynki wykorzystywane przez dział infrastruktury, w tym pewna część instalacji służących pobieraniu opłat za przewóz.

Według polskiej ustawy o transporcie kolejowym w skład infrastruktury kolejowej wchodzą następujące elementy, pod warunkiem że tworzą część linii kolejowej, bocznicy kolejowej lub innej drogi kolejowej, lub są przeznaczone do zarządzania nimi, obsługi przewozu osób lub rzeczy, lub ich utrzymania:
1) tory kolejowe, w tym rozjazdy i skrzyżowania torów, wchodzące w ich skład szyny, szyny żłobkowe, kierownice, odbojnice, prowadnice, zwrotnice, krzyżownice i inne elementy rozjazdów, podkłady kolejowe i przytwierdzenia, drobne elementy nawierzchni kolejowej, podsypka w tym tłuczeń i piasek;
2) obrotnice i przesuwnice;
3) podtorze, w szczególności nasypy i przekopy, systemy kanałów i rowów odwadniających, rowy murowane, ściany osłonowe, roślinność posadzona w celu ochrony skarp;
4) obiekty inżynieryjne: mosty, wiadukty, przepusty i inne konstrukcje mostowe, tunele, przejścia nad i pod torami, muryoporowe i umocnienia skarp;
5) nastawnie, urządzenia sterowania ruchem kolejowym, w tym urządzenia zabezpieczające, sygnalizacyjne i łącznościowe na szlaku, w stacjach i stacjach rozrządowych, urządzenia służące do wytwarzania, przetwarzania i dystrybucji prądu elektrycznego do celów sygnalizacji i łączności; budynki, w których takie urządzenia lub instalacje się znajdują; przytorowe urządzenia kontroli bezpiecznej jazdy pociągów i wykrywania stanów awaryjnych w przejeżdżającym taborze; hamulce torowe; urządzenia do ogrzewania rozjazdów;
6) perony wraz z infrastrukturą umożliwiającą dotarcie do nich pasażerom, pieszo lub pojazdem, z drogi publicznej lub dworca kolejowego;
7) rampy towarowe, w tym w terminalach towarowych, wraz z drogami dowozu i odwozu towarów do dróg publicznych;
8) drogi technologiczne i przejścia wzdłuż torów, mury ogradzające, żywopłoty, ogrodzenia, pasy przeciwpożarowe, zasłony odśnieżne;
9) przejazdy kolejowo-drogowe i przejścia w poziomie szyn, w tym urządzenia i systemy służące zapewnieniu bezpieczeństwa ruchu drogowego i pieszego;
10) systemy oświetleniowe do celów ruchu kolejowego i bezpieczeństwa;
11) urządzenia przetwarzania i rozdziału energii elektrycznej na potrzeby zasilania trakcyjnego: podstacje, kable zasilające pomiędzy podstacjami i przewodami jezdnymi, sieć trakcyjna wraz z konstrukcjami wsporczymi, trzecia szyna z konstrukcjami wsporczymi;
12) grunty, oznaczone jako działki ewidencyjne, na których znajdują się elementy wymienione w pkt 1–11.
Infrastruktura nieczynna to infrastruktura kolejowa, na której zarządca infrastruktury nie dopuścił ruchu kolejowego.
Infrastruktura prywatna to infrastruktura kolejowa wykorzystywana wyłącznie do realizacji własnych potrzeb jej właściciela lub jej zarządcy innych niż przewóz osób.